# Katzenvögel
Die Katzenvögel (Ailuroedus) sind eine Gattung der Laubenvögel. Es werden drei Arten dieser Gattung zugerechnet. Alle Arten kommen auf Neuguinea und/oder Australien vor. Abgesehen von dem zu den Kragenlaubenvögeln gehörenden Braunbauch-Laubenvogel ist der Schwarzohr-Laubenvogel die einzige Katzenvogel-Art, die sowohl auf dem australischen Kontinent als auch auf Neuguinea vorkommt.
Keine der Arten dieser Gattung weist ein Balzverhalten auf, zu dem der Bau einer Laube durch das Männchen gehört. Sie sind vielmehr monogam, gehen nach jetzigem Wissensstand langjährige Paarbindungen ein und verteidigen gemeinsam mit dem Partnervogel ein Revier. Anders als bei vielen anderen Laubenvögeln besteht bei den Arten dieser Gattung kein oder kein auffallender Geschlechtsdimorphismus.
Alle Arten werden von der IUCN als nicht gefährdet (least concern) eingestuft. Von den Arten der Gattung ist vor allem der auch in Australien vorkommende Schwarzohr-Laubenvogel umfangreicher untersucht.
Das Gattungsepitheton ailuroedus leitet sich vom altgriechischen Wort αἴλουρος (aílouros) für Katze ab und bezieht sich auf den Gesang, der an das Miauen einer Katze erinnert.

## Stellung innerhalb der Familie der Laubenvögel
Die Katzenvögel sind nach gegenwärtigem Wissensstand eine sehr ursprüngliche Gattung innerhalb der Familie der Laubenvögel. Auf Basis von DNA-Sequenzierungen ist man zu dem Schluss gekommen, dass die Gattung sich eigenständig entwickelte, bevor die übrigen Arten und Gattungen der Familie Polygynie und ein Verhalten entwickelten, bei dem das Männchen um Weibchen mit dem Bau von Lauben wirbt.
Früher wurde auch noch der Zahnlaubenvogel zu dieser Gattung gezählt. Er unterscheidet sich jedoch sehr stark durch seine Stimme als auch durch seine Fortpflanzungsbiologie. Er ist polygyn und das Männchen legt Tennen an, um dort um Weibchen zu werben.

## Merkmale der Gattung

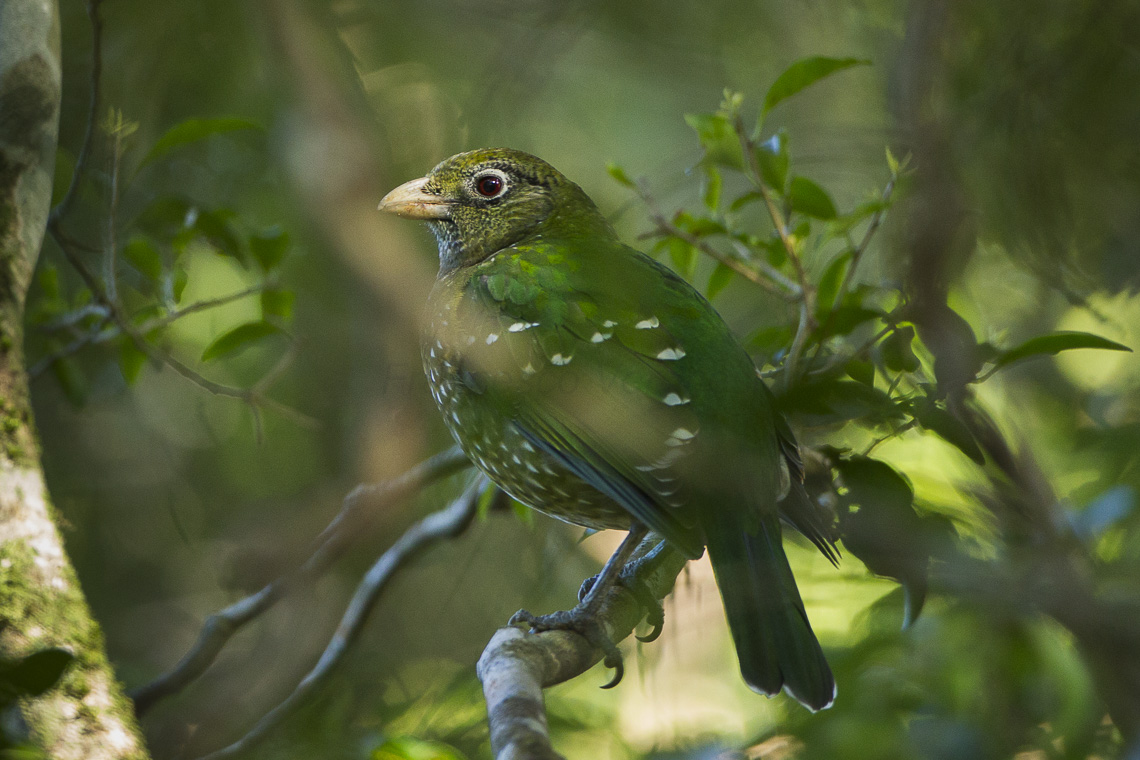
Grünlaubenvogel

Die Arten der Katzenvögel sind kompakt gebaute Laubenvögel mit einem kräftigen Schnabel. Die größte Art ist der Grünlaubenvogel, der eine Körperlänge von bis zu 32 Zentimeter erreicht. Der Weißohr-Laubenvogel dagegen ist die kleinste Art der Gattung und erreicht eine Körperlänge von bis zu 25 Zentimeter.
Der Schnabel ist etwas länger als die Hälfte der Kopflänge und bei beiden Geschlechtern vergleichsweise blass. Das Schwanzgefieder ist am Ende gerundet mit einer leichten Stufung im Verhältnis zur Körpergröße vergleichsweise lang. Die Flügel sind kurz und gerundet. Die Länge Der Länge entspricht zwischen 28 und 29 Prozent der Flügellänge und ist damit vergleichsweise etwas länger als der Durchschnitt über alle Arten der Laubenvögel.
Es gibt keinen ausgeprägten Geschlechtsdimorphismus und die beiden Geschlechter entsprechen sich auch in ihrer Körpergröße. Die Männchen sind jedoch durchschnittlich 8 bis 10 Prozent schwerer als die Weibchen. Die Nestlinge haben ein etwas rötlicheres Daunenkleid als bei den polygynen Gattungen der Familie.

## Stimme
Der charakteristische Ruf der Katzenvögel ist ein katzenähnliches Miauen. Dies hat zu der englischen Bezeichnung Catbirds (deutsch Katzenvögel) geführt. Männchen rufen tendenziell lauter als die Weibchen.
Neben den typischen miauenden Rufen gibt es scharfe, hohe Kontaktlaute zwischen den Vögeln eines Paars oder einer Familiengruppe.

## Arten und ihre jeweilige Verbreitung
Es werden die folgenden Arten zu der Familie gerechnet;

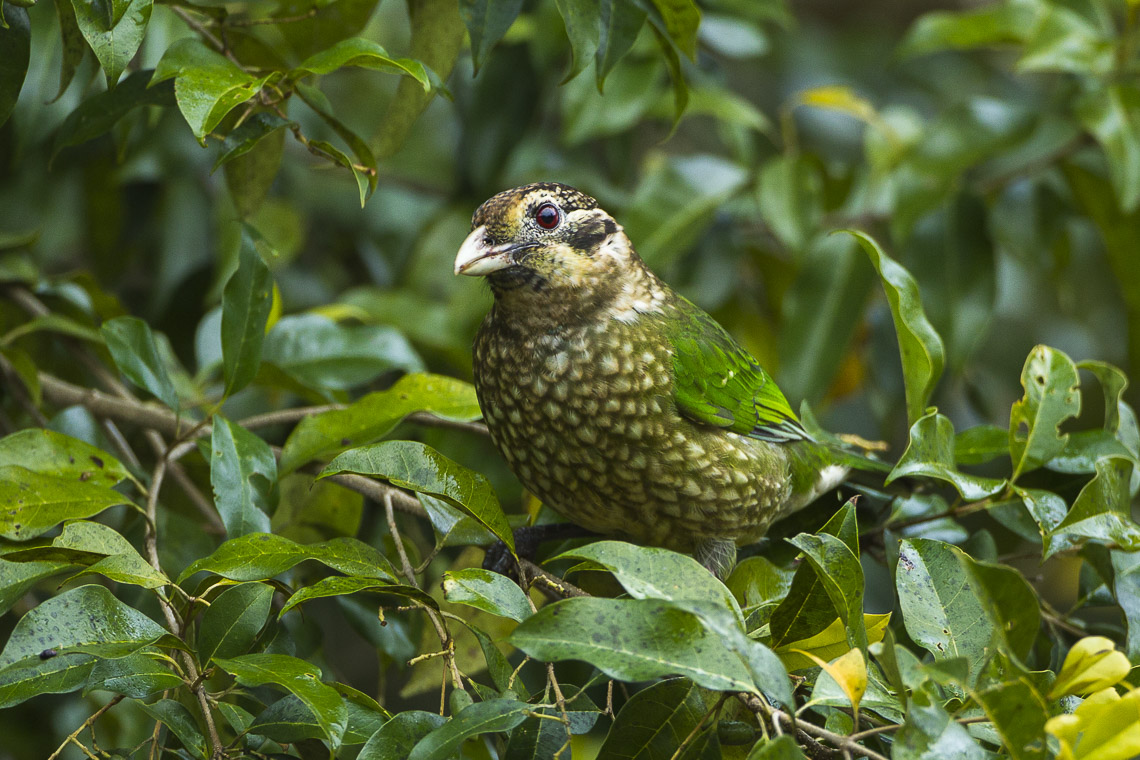
Schwarzohr-Laubenvogel, Lake Eacham, Queensland

- Grünlaubenvogel oder Grünkatzenvogel (Ailuroedus crassirostris): besiedelt ausschließlich die Ostküste Australiens. Das Verbreitungsgebiet reicht von der Dawes Range im Norden bis in den Osten von Canberra. Die Höhenverbreitung reicht von den Tiefebenen bis in Höhenlagen über 1000 Meter. Für den Grünlaubenvogel werden keine Unterarten unterschieden.
- Schwarzohr-Laubenvogel (Ailuroedus melanotis); Vorkommen sowohl in Australien als auch auf Neuguinea. In Neuguinea besiedelt er Wälder von Vorgebirgen und niedrigen Gebirgsketten in Höhenlagen zwischen 600 und 1700 Höhenmetern vor. In Australien erstreckt sich sein Verbreitungsgebiet über das tropische Nordost-Queensland. Er kommt dort von der Kap-York-Halbinsel bis zum Mount Halifax in der Paluma Range vor. Das Verbreitungsgebiet in Australien ist aber wie auf Neuguinea disjunkt. Die Höhenverbreitung in Australien reicht von den Tiefebenen bis in Höhenlagen von 1540 Meter. Er ist am häufigsten jedoch zwischen 600 und 900 Höhenmetern anzutreffen. Es werden insgesamt zehn Unterarten unterschieden, selbst in dem vergleichsweise kleinen Verbreitungsgebiet in Australien kommen zwei Unterarten vor.
- Weißohr-Laubenvogel oder Weißkehl-Katzenvogel (Ailuroedus buccoides); besiedelt ausschließlich die Tiefebenen Neuguineas und die vor der Küste Neuguineas liegenden Inseln Salawati, Yapen, Batanta und Waigeo. Er fehlt in den Tiefebenen des Trans-Fly, wo der Schwarzohr-Laubenvogel vorkommt. Sein Lebensraum sind tropische Regenwälder, er kommt aber auch in Monsunwäldern vor.[5] Es werden vom Handbook of the Birds of the World insgesamt vier Unterarten unterschieden.[6] Bruce Beehler weist jedoch darauf hin, dass das Typusexemplar, anhand der Coenraad Jacob Temminck 1836 die Art erstmals wissenschaftlich beschrieb, ungewöhnlich blass gefiedert gewesen sei. Aus diesem Grund inkludiert Beehler die dunkler gefiederte Unterart A. b. cinnamomeus in die Nominatform.[7]

## Katzenvögel und Menschen

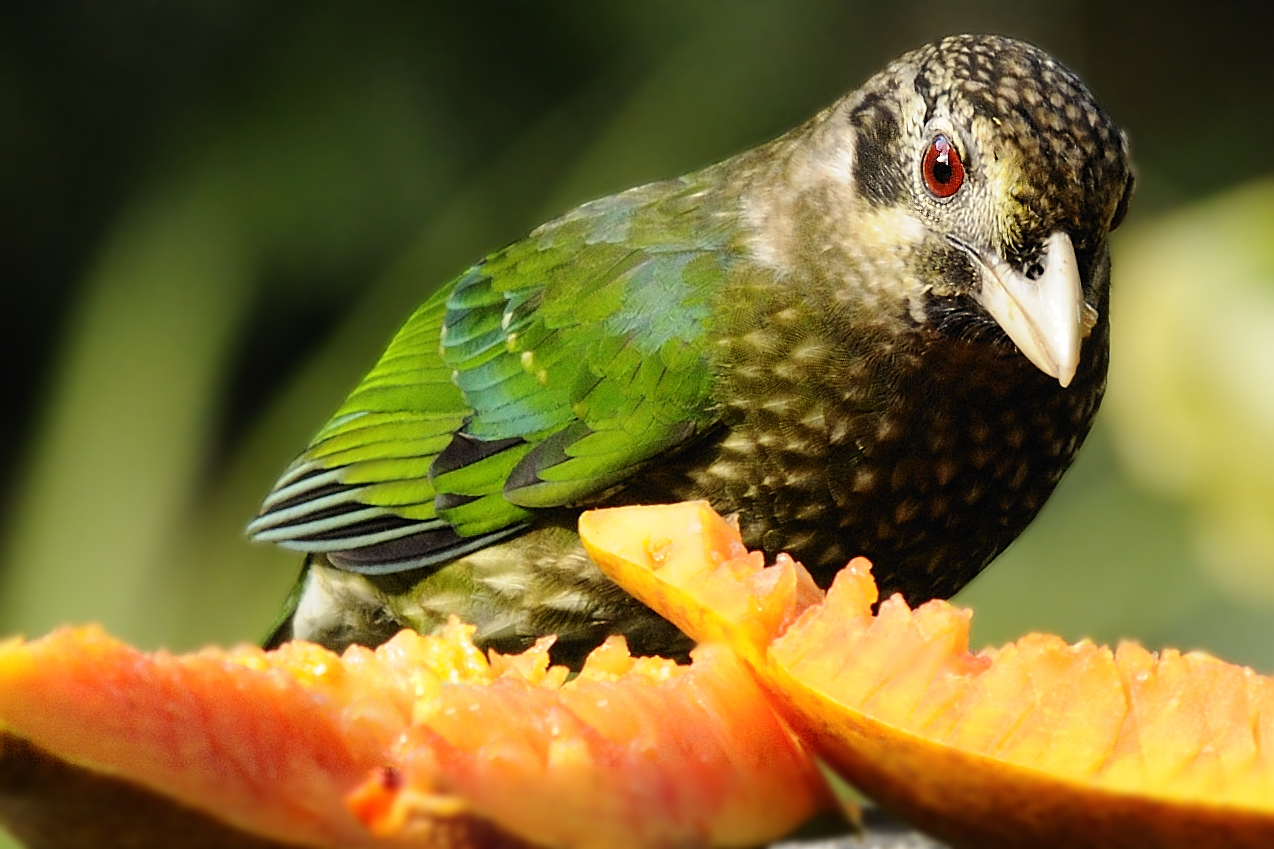
Schwarzohr-Laubenvogel

Die Katzenvögel werden häufiger als andere Laubenvögel in Zoologischen Gärten gezeigt. Dies ist unter anderem darauf zurückzuführen, dass es bei den anderen Arten zu stärkeren Aggressionen zwischen den Geschlechtern kommt und die Vögel deshalb einzeln in Volieren gehalten werden müssen. Katzenvogel-Arten können stattdessen paarweise gehalten werden.
Bei den Katzenvogel-Arten gelingt die Nachzucht regelmäßig. Aus der Gattung wurde insbesondere der Weißohr-Laubenvogel in mehreren zoologischen Gärten erfolgreich nachgezüchtet. Erfolgreiche Züchter sind in Deutschland der Weltvogelpark Walsrode, die Wilhelma, der Zoo Heidelberg und der Zoo Krefeld. Er wurde auch 1998 bis 2001 im Zoo Berlin und 2007 im Tierpark Berlin erfolgreich nachgezüchtet. Nachzuchten gelangen auch dem Chester Zoo in Großbritannien, dem Zoologisch-Botanischen Garten Hongkong, dem San Diego Zoo und dem Los Angeles Zoo. Wichtige Erkenntnisse zur Fortpflanzungsbiologie wurden insbesondere im Zoo Krefeld gewonnen.

## Einzelbelege
1. ↑  Rowland: Bowerbirds. S. 101.
2. ↑  Rowland: Bowerbirds. S. 91.
3. 1 2 3   Frith: The Bowerbirds - Ptilonorhynchidae. S. 227.
4. ↑  Frith: The Bowerbirds – Ptilonorhynchidae. S. 265.
5. ↑  Frith: The Bowerbirds – Ptilonorhynchidae. S. 230.
6. ↑  Handbook of the Birds of the World zum Weißohr-Laubenvogell, aufgerufen am 27. April 2017
7. ↑   Beehler &  Pratt: Birds of New Guinea . S. 275.
8. ↑  Frith: The Bowerbirds – Ptilonorhynchidae. S. 256.
9. ↑  W. Grummt, H. Strehlow (Hrsg.): Zootierhaltung Vögel. Verlag Harri Deutsch, Frankfurt am Main 2009, ISBN 978-3-8171-1636-2. S. 750.
10. ↑  Frith: The Bowerbirds – Ptilonorhynchidae. S. 233.